# Silje Bjerke
Silje Bjerke (Oslo, 15 de julio de 1982) es una jugadora de ajedrez noruega y editora de revistas. Ostenta el título de Maestra Internacional Femenina y ha competido por Noruega en la Olimpiada de Ajedrez Femenina en siete ocasiones.

## Biografía
Nacida el 15 de julio de 1982, Bjerke obtuvo el título de Maestra FIDE Femenina en 2006 y fue galardonada con el título de Maestra Internacional Femenina en 2009.
Ha representado a Noruega en siete Olimpiadas de Ajedrez Femeninas, en la 35ª Olimpiada de Ajedrez (2002), la 36ª Olimpiada de Ajedrez (2004), la 37ª Olimpiada de Ajedrez (2006), la 38.ª Olimpiada de Ajedrez (2008), la 39.ª Olimpiada de Ajedrez (2010), la 40.ª Olimpiada de Ajedrez (2012) y la 41.ª Olimpiada de Ajedrez (2014).
Desde 2009 hasta 2013, dirigió la empresa de ajedrez Sjakkhuset, junto con Torbjørn Ringdal Hansen y no. Editó la revista Norsk Sjakkblad desde 2009 hasta 2014.
En 2016, fue licenciada como Árbitro Nacional por la FIDE.